# Едистон (Пенсилванија)
Едистон (енгл. Eddystone) град је у америчкој савезној држави Пенсилванија.

## Демографија
По попису из 2010. године број становника је 2.410, што је 32 (-1,3%) становника мање него 2000. године.
| Група             | 2000.         | 2010.         |
| Белци             | 2.303 (94,3%) | 1.936 (80,3%) |
| Афроамериканци    | 43 (1,8%)     | 282 (11,7%)   |
| Азијати           | 12 (0,5%)     | 32 (1,3%)     |
| Хиспаноамериканци | 45 (1,8%)     | 106 (4,4%)    |
| Укупно            | 2.442         | 2.410         |